# Kerionammina
Kerionammina es un género de foraminífero bentónico de la familia Diffusilinidae, de la superfamilia Astrorhizoidea, del suborden Astrorhizina y del orden Astrorhizida. Su especie tipo es Kerionammina favus. Su rango cronoestratigráfico abarca el Ordovícico medio.

## Discusión
Clasificaciones previas incluían Kerionammina en el suborden Textulariina del orden Textulariida.

## Clasificación
Kerionammina incluye a las siguientes especies:
- Kerionammina favus †